# White Limozeen
White Limozeen är ett studioalbum av Dolly Parton, släppt i maj 1989, där musiken återigen var mer countryinspirerad, efter det kritiserade och kommersiellt misslycade albumet Rainbow 1987. Albumet producerades av Ricky Skaggs, och innehöll en duett med Mac Davis, liksom en cover på Don Francisco och dennes religiösa melodi "He's Alive". Dolly Parton belönades med två countrysingelettor: "Why'd Ya' Come in Here, Lookin' Like That?" och "Yellow Roses". Albumet nådde som högst placeringen #3 på USA:s countryalbumlista, och Dolly Parton fick återigen bra kritik, efter att ha fått sämre kritik med Rainbow.

## Låtlista
1. "Time for Me to Fly" (Kevin Cronin) 2:53
2. "Yellow Roses" (Parton) 3:56
3. "Why'd Ya' Come in Here, Lookin' Like That?" (Bob Carlisle, Randy Thomas) 2:33
4. "Slow Healing Heart" (Jim Rushing) 3:57
5. "What Is It My Love" (Parton) 4:14
6. "White Limozeen" (Mac Davis, Parton) 4:19
7. "Wait 'til I Get You Home (Duet with Mac Davis) (Davis, Parton) 2:59
8. "Take Me Back to the Country" (Karen Staley) 2:35
9. "The Moon, the Stars and Me" (Wayland Patton, Diana Rae) 3:19
10. "He's Alive" (Don Francisco) 4:38